# Touring y Automóvil Club del Perú
El Touring y Automóvil Club del Perú, o TACP, es una organización sin fines de lucro, con sede central en Lima y delegaciones en las principales ciudades del territorio peruano.
Brinda una amplia gama de servicios de asistencia que van más allá de su reconocido servicio de asistencia mecánica: asistencia al hogar, asistencia PC, asistencia legal, entre otros.  Adicionalmente, es referente en el Perú en los temas de Educación y Seguridad Vial. Fue fundada el 20 de mayo de 1924. Forma parte de la FIA - Federación Internacional del Automóvil, AIT - Alianza Internacional de Turismo y FITAC – Federación Interamericana de Touring y Automóvil Clubes.

## Historia
El Touring y Automóvil Club del Perú se fundó con el nombre de TOURING CLUB PERUANO el 20 de mayo de 1924, fundación
1. Su primer Presidente (1924 - 1930) fue su socio fundador, Dr. Marino Edmundo Tabusso,
2. (1930-1964) Presidente, Sr. Eduardo Dibos Dammert
3. (1965-1979) Presidente Sr. Alfonso Bryce Lostanau
4. (1979-1998) Presidente Sr. Percy Griffiths Escardó
5. (1998-2011) Presidente Sr.Godfrey Hemmerde Castaños
6. (2011- a la fecha)  Presidente Sr. Ivan Dibos Mier